# Xenotilapia sima
Xenotilapia sima es una especie de peces de la familia Cichlidae en el orden Perciformes.

## Morfología
Los machos pueden llegar alcanzar los 16,4 cm de longitud total.

## Distribución geográfica
Es  endémico del lago Tanganica (África Oriental).